# Макилрот, Тим
Тимоти «Тим» Джеймс Макилрот (англ. Timothy "Tim" James McIlrath, род. 3 ноября 1978, Индианаполис, США) — вокалист, гитарист, композитор, автор песен и один из основателей американской панк-рок-группы Rise Against. Кроме того, Макилрот известен своей деятельностью в поддержку прав животных и активно помогает организации PETA (People for the Ethical Treatment of Animals). Вместе с басистом Rise Against Джо Принсайпом и гитаристом Заком Блэром Тим примкнул к движению Straight edge (букв. 'четкая грань'), характерными особенностями культуры которого являются умеренность, вегетарианство или веганство, полный отказ от алкоголя, табака, наркотиков и беспорядочного секса. Интересно, что Макилрот часто сотрудничает с другими музыкантами, и его можно услышать на многих песнях и альбомах вне группы Rise Against.

## Биография
Тим Макилрот родился 3 ноября 1978 года в городе Индианаполис. В детстве его всегда дразнили тем, что у него глаза разного цвета, один голубой, а другой карий (гетерохромия). Будучи подростком, друзья Макилрота были заинтересованы в сноубординге, поэтому Тим копил на сноуборд. Но так как его интерес к музыке рос, то накопленные на сноуборд деньги, он решил потратить на гитару Gibson SG. Ещё в ранней юности он прочел несколько романов-антиутопий, среди которых были, разумеется, '1984' Джорджа Оруэлла и «О дивный новый мир» Олдоса Хаксли, и эти романы впоследствии оказали влияние на его работы.
Макилрот окончил школу в Роллинг-Медоуз, штат Иллинойс, которая в 2011 году стала съемочной площадкой при создании клипа для песни Make it Stop (September's Children), второго сингла с Endgame, шестого альбома Rise Against. Песня стала реакцией на участившиеся самоубийства подростков-гомосексуалов, доведенных до отчаяния своими сверстниками. Учился в Северо-Восточном университете Иллинойса, специализировался в английском языке и социологии. Младшекурсником, Тим познакомился на концерте Sick of It All с Джо Принсайпом. Тот попросил Тима спеть несколько песен и записал их. Чуть позже на свет появилась группа Rise Against, и Макилрот покинул колледж.

## Музыкальная карьера
Его музыкальная карьера началась ещё в юности, и имя молодого музыканта хорошо знали на местной альтернативной рок- и панк-сцене. Его первой группой стала пост-хардкор группа Baxter, в которой Макилрот играл с 1995 по 1999 год, вместе с будущим барабанщиком «The Lawrence Arms» Нилом Хеннесси (Neil Hennessy) и будущим бас-гитаристом The Killing Tree и Holy Roman Empire Джеффом Реу (Geoff Reu). В 1996-м они самостоятельно выпустили кассетный альбом «Troy’s Bucket», который был тепло принят, а Baxter стала популярной группой чикагского андеграунда. Однако после нескольких местных туров группа распалась.
В 1998-м Тим присоединился к чикагской группе Arma Angelus и играл в ней на басу до 1999 года. Затем он стал одним из основателей группы «Transistor Revolt», которая, в конечном итоге, превратилась в Rise Against и выпустила на сегодня 7 студийных альбомов, 4 мини-альбома, 15 синглов и сняла 19 клипов. Кроме того, их песни часто используются в саундтреках кинофильмов, сериалов и видеоигр.
Пятый альбом группы Rise Against под названием «Appeal to Reason» содержит наклейку от PETA, призывающую людей подняться в защиту прав животных. Тим и его друзья по группе дали немало интервью по этому вопросу. Он часто снимается в видео, снятых и распространяемых PETA, в которых рассказывает о своих убеждениях по поводу вегетарианства, проблемах мясной промышленности и фаст-фуда, тестировании на животных и использовании натуральных мехов и кож.

## Личная жизнь
В настоящее время он с женой Эрин (Erin McIlrath) воспитывает двух дочерей, Блайт (Blythe McIlrath) и Скарлет (Scarlet McIlrath). Они живут в Арлингтон-Хейтс, штат Иллинойс (Arlington Heights, Illinois). Тим и его семья — веганы.

## Политическая и социальная активность
По словам Макилрота, изначально целью Rise Against было не желание играть для большой аудитории, а просто создавать музыку. Тим не видел долгосрочной перспективы для группы до тех пор, пока Rise Against не стали озвучивать похожие убеждения и идеи в своей музыке; с тех пор он стал считать музыку инструментом, способным поменять сознание других людей. Эти убеждения Макилрот начал продвигать в музыке начиная с альбома «The Sufferer & The Witness». Тогда Тим сказал, он искал что-то, что нужно изменить в мире в противоположность группам панк/хардкор сцены того времени, которые не говорили ничего важного.

### Политика в творчестве
Будучи выросшим в аполитичной семье, Макилрот говорит, что не интересовался политикой до того, как начал играть панк-рок, хотя уже оказавшись на сцене он начал чувствовать сильную связь своих собственных убеждений с проблемами прав животных и людей. В то время, когда самыми популярными песнями Rise Against являются вовсе не политические, такие композиции, как «Swing Life Away» и «Make It Stop (September’s Children)», заняли видное место в творчестве группы. В этих песнях Макилрот стремится говорить с поколением, которому, по его мнению, не хватает уверенности в жизни. Группа со временем начала играть более политически и социально сложные песни, реагируя на текущие события, например, песня «Help Is On The Way» написана в поддержку пострадавшим в землетрясении 2011 года в Японии.

### PETA
Макилрот стал вегетарианцем в возрасте 18 лет в результате негативного отношения к мясному производству. С годами он стал внедрять свои убеждения в тексты и видео группы. Видео Rise Against на сингл «Ready To Fall» содержит кадры с животноводческих ферм, родео, спортивной охоты; в клипе также показаны вырубка лесов, таяние ледников и лесные пожары. Группа назвала это видео самым важным из когда-либо ими сделанных. В феврале 2012 года Rise Against выпустили кавер на песню Боба Дилана «Ballad of Hollis Brown», посвященную организации Amnesty International. В 2009 году Rise Against победили в номинации Best Animal-Friendly Band (лучшая группа — друг животных), проводимой организацией PETA. После выхода фильма «Черный Плавник», Макилрот помогал PETA в создании видео, направленных на освобождение животных из неволи. Тим заявлял: «Я делаю выбор каждый раз, когда выхожу на сцену, я выбираю выступление. Животные в неволе такого выбора не имеют».

### Straight edge
Тим и остальные участники группы (кроме Брэндона Барнса) придерживаются идеологии straight edge, то есть не принимают алкоголь и наркотики, в противовес большинству представителей панк-культуры.